# Ponteilla

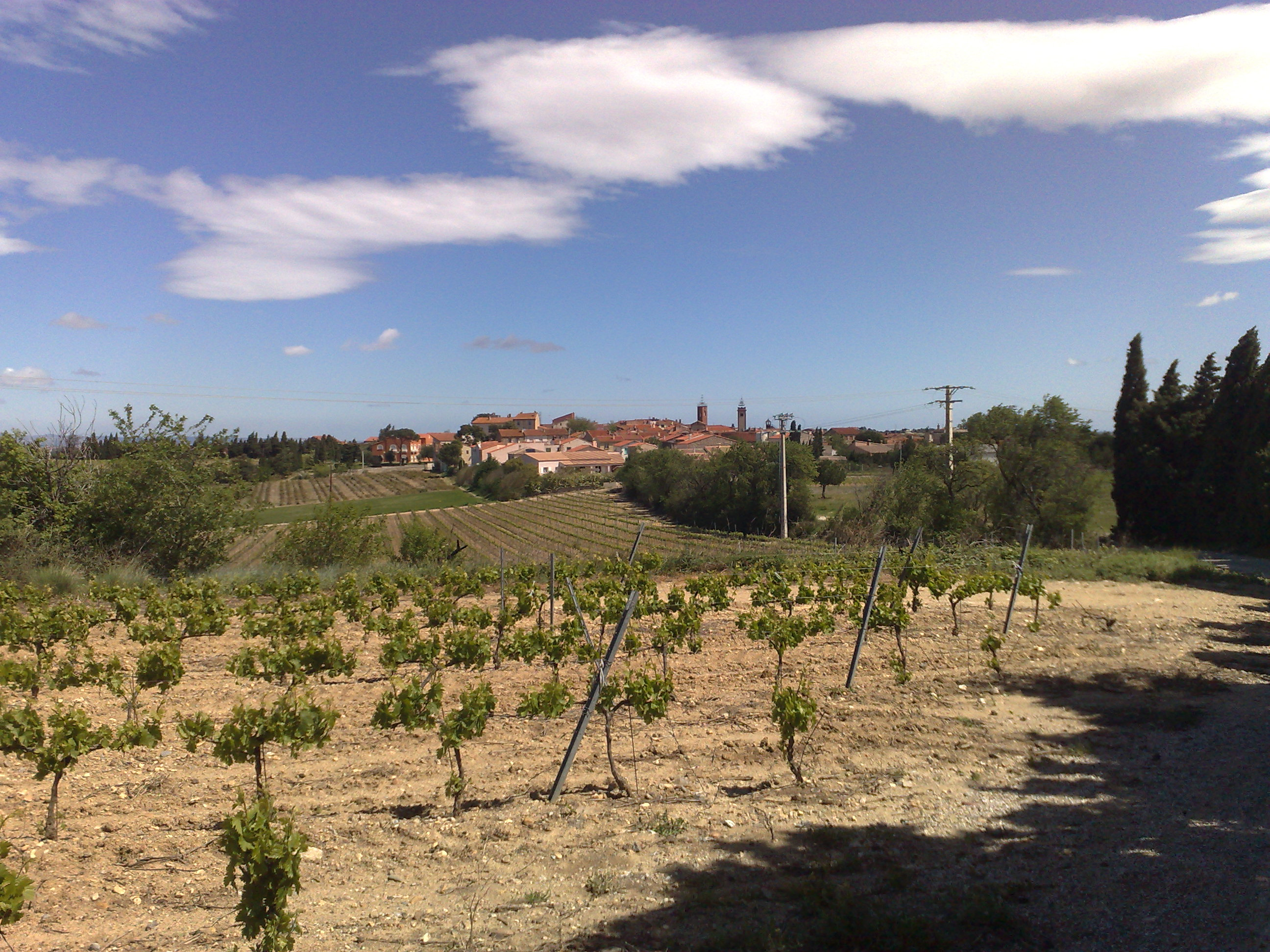
Ponteilla

Ponteilla (in catalano Pontellà) è un comune francese di 2 830 abitanti situato nel dipartimento dei Pirenei Orientali nella regione dell'Occitania.

## Società

### Evoluzione demografica
Abitanti censiti